# Azərbaycan (diari oficial)
Azərbaycan (en català: 'Azerbaidjan') és un diari azerbaidjanès, Diari oficial de l'Assemblea Nacional de la República de l'Azerbaidjan que publica decrets oficials, declaracions. Això inclou la promulgació de les noves lleis aprovades.
El periòdic va ser fundat el 1918, durant l'època de la República Democràtica de l'Azerbaidjan. El diari va ser refundat el 1991, després de la restauració de la independència de la República de l'Azerbaidjan.